# Estatística Gelman-Rubin
A estatística Gelman-Rubin permite fazer afirmações sobre a convergência das simulações de Monte Carlo.

## Definição
{\displaystyle J} Simulações de Monte Carlo (cadeias) são iniciadas com valores iniciais diferentes. As amostras das respectivas fases de queima são descartadas. Das amostras {\displaystyle x_{1}^{(j)},\dots ,x_{L}^{(j)}} (da j-ésima simulação), a variância entre as cadeias e a variância das cadeias é estimada utilizando as estimativas:
{\displaystyle {\overline {x}}_{j}={\frac {1}{L}}\sum _{i=1}^{L}x_{i}^{(j)}} Valor médio da cadeia j
{\displaystyle {\overline {x}}_{*}={\frac {1}{J}}\sum _{j=1}^{J}{\overline {x}}_{j}} Média das médias de todas as cadeias
{\displaystyle B={\frac {L}{J-1}}\sum _{j=1}^{J}({\overline {x}}_{j}-{\overline {x}}_{*})^{2}} Variância das médias das cadeias
{\displaystyle W={\frac {1}{J}}\sum _{j=1}^{J}\left({\frac {1}{L-1}}\sum _{i=1}^{L}(x_{i}^{(j)}-{\overline {x}}_{j})^{2}\right)} Média das variâncias das cadeias
Temos então uma estimativa da estatística Gelman-Rubin {\displaystyle R}:  
{\displaystyle R={\frac {{\frac {L-1}{L}}W+{\frac {1}{L}}B}{W}}}
Quando L tende ao infinito e B tende a zero, R tende a 1.

## Alternativas
O Diagnóstico Geweke compara se a média dos primeiros x por cento de uma cadeia e a média dos últimos y por cento de uma cadeia correspondem.

## Literatura
- Vats, Dootika; Knudson, Christina (2021). «Revisiting the Gelman–Rubin Diagnostic». Statistical Science. 36 (4). arXiv:1812.09384. doi:10.1214/20-STS812
- Gelman, Andrew; Rubin, Donald B. (1992). «Inference from Iterative Simulation Using Multiple Sequences». Statistical Science. 7 (4): 457–472. Bibcode:1992StaSc...7..457G. JSTOR 2246093. doi:10.1214/ss/1177011136